# Nikodemos (Töpfer)

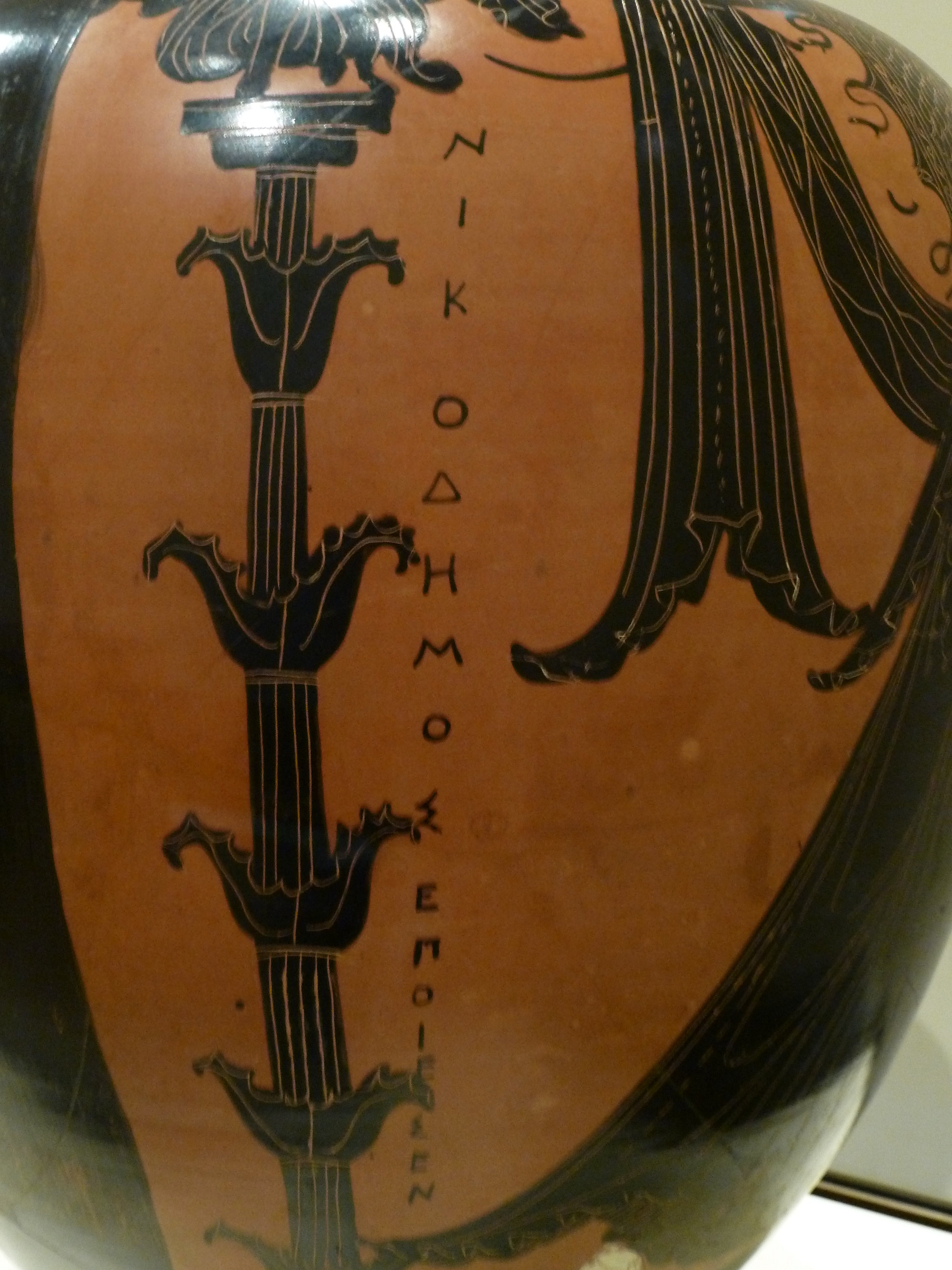
Signatur auf der Panathenäischen Preisamphora in Malibu

Nikodemos (altgriechisch Νικόδημος) war ein griechischer Töpfer, der um 360 v. Chr. in Athen tätig war.
Nikodemos ist einzig bekannt durch seine Signatur Nikodemos epoiesen auf einer schwarzfigurigen Panathenäischen Preisamphora in Malibu. Das Stück lässt sich einer Gruppe von Preisamphoren zuordnen, die mit dem Namen des Charikleides, Archon im Jahr 363/2 v. Chr., beschriftet sind.